# ルイス・ミゲル・サンチェス・セロ
ルイス・ミゲル・サンチェス・セロ（スペイン語: Luis Miguel Sánchez Cerro、1889年8月12日 - 1933年4月30日）は、ペルーの軍人、政治家。第71代・第75代大統領。
ペルーでは初のアフリカ系大統領である。
軍事クーデターにより初代臨時評議会大統領に就任した。

## 生涯
マダガスカル人系の中流家庭に生まれる。サン・ミゲル・デ・ピウラ学校卒業。この時の同級生にペルー最高裁判所長官、ペルー社会民主党党首をつとめたルイス・A・エグイグレンがいる。
1906年、リマのチョリヨス士官学校に入学、1910年歩兵少尉に任官。本人の要望でスランナの国境警備隊に配属される。
翌年Sicuaniに転属を経てリマに戻る。
1914年、オスカル・ベナビデス参謀総長率いるギジェルモ・ビジングルスト・アングロ政権転覆のクーデターに参加。この時、政府軍の機関銃を奪取せんとして銃弾により右手2本の指を失う。以降、「コロタ」（ケチュア語、指無し）との渾名を付けられる。
大尉昇進後、参謀本部附。1915年、ワシントンの駐在武官となるが数か月で帰国し地理部隊隊長をつとめる。
ホセ・パルド・イ・バレーダ政権成立後、アレキパを経てロレート県国境警備隊長を務める。この時、国境侵犯しようとしたエクアドル陸軍のミゲル・ボニラ中尉率いる50人の部隊を援軍無しで阻止した功績を持つ。
1922年、タクイレ島シクアニSicuaniの連隊に在籍中クーデターの疑いで軍法会議にかけられ、チチカカ湖のタクイレ島を経てサン・ロレンソ島に流刑。
軍籍剥奪後、チャコール・ペンシルを売る仕事に就いていたが、アウグスト・レギーア大統領の計らいで復帰、1924年戦争省附を経て第4工兵大隊長となるも、政治的配慮から罷免される。
その後カハタンボ郡長官を務めていたが、1925年欧州に留学を決意。スペイン外人部隊の一員として第3次リーフ戦争に参加し、フランス、イタリアに留学する。またこの間、フランス語とイタリア語を習得。
1929年1月、ペルーに帰国しアレキパの第3工兵大隊長に就任。この頃、品行方正さからセロを議員に推薦する声もあった。皮肉にも、オンセニオの終焉と言う形で彼はそれを実現してしまう。

### クーデター
1931年8月22日、セロは自らの部隊を率い蜂起、レギーア政権の書記官だった法学者のホセ・ルイス・ブスタマンテ・イ・リベロに革命宣言を行わせた。
革命は瞬く間に全土に広がった。世界恐慌の煽りを受け、経済破綻でレギーア政権に不満を持っていたリマ市民はこのクーデターにおおむね好意的だった。一方、レギーア大統領は事態を収拾すべく軍事評議会を置こうとするも、25日朝に軍の制圧下に置かれ辞職した。こうして十年以上にわたるオンセニオは終わりを迎えた。
レギーア大統領から権限を委譲されたマヌエル・マリア・ポンセ・ブロウセト中将は臨時大統領に就任後、議会を凍結させ27日に臨時評議会を設置、セロが初代臨時評議会大統領に就任した。
翌1931年、セロはエドワード8世に接近する事でイギリス政府の後ろ盾を得ることに成功したが、中佐、それも1個大隊の指揮官に過ぎないセロの軍内部での地位は依然として脆く、3月1日、海軍との対立から大統領職を罷免されてしまう。

### APRAとの対立
その後、数か月の間に幾人の軍人が大統領となっては罷免されるなど臨時評議会は混乱が続いたため、10月に大統領選挙を実施する事となった。
セロは早速この選挙に立候補する。そこに対抗馬として現れたのはアメリカ革命人民同盟（APRA）のビクトル・ラウル・アヤ・デ・ラ・トーレだった。両者共に大衆動員を図ったが、結果的にはセロが勝利し、再度大統領に復帰することになった。トーレはこの結果を不正選挙だと糾弾、セロもAPRAの弾圧に乗り出した。以降、APRAによるテロと軍部の弾圧という争いが続くこととなる。

### コロンビアとの戦争、そして暗殺
政情不安に加えAPRAによるテロなど、ペルー国内は混乱が続いていた。そんな中、レギーア大統領が秘密裏にしていたサロモン・ロサーノ条約の詳細な内容がクーデターにより明らかになった事で、かねてより不満を抱いていた市民が暴徒化、1932年9月レティシアを占領する。両国政府はすぐさま軍を動員。こうしてコロンビア・ペルー戦争が勃発する。コロンビアとの戦争に赴くペルー軍将兵を閲兵していた時にAPRA党員に暗殺された。享年43。
彼の名に因み、モケグア県には「ゼネラル・サンチェス・セロ郡」が存在する。

## 脚註
1. ↑  El primer mestizo que llegó al poder
2. ↑  Basadre, 2005, tomo 15, p. 14-15.
3. ↑  Basadre, 2005, tomo 15, p. 15.
4. ↑  Basadre, 2005, tomo 15, p. 16.
5. ↑  Sin embargo, el historiador Jorge Basadre dice que «no es exacta» esta versión de su actuación en el Rif. Op. cit., tomo 15, p. 18.